# Balacra preussi
Balacra preussi är en fjärilsart som beskrevs av Aurivillius 1904. Balacra preussi ingår i släktet Balacra och familjen björnspinnare. Inga underarter finns listade i Catalogue of Life.